# Árdeleán László
Árdeleán László (Békéscsaba, 1956. március 6. – Békéscsaba, 2021. április 20.) magyar színész.

## Életpályája
Békéscsabán született, 1956. március 6-án apai ágon örmény felmenőkkel. 1982-ben színészként diplomázott a Színház- és Filmművészeti Főiskolán, Major Tamás osztályában. Pályáját a szolnoki Szigligeti Színházban kezdte. 1986-tól a Békéscsabai Jókai Színház művésze volt.

## Fontosabb színházi szerepei
- Frederick Knott: Várj. míg sötét lesz!... Croker felügyelő
- Molière: Fösvény... Cleante
- Örkény István: Tóték... Tót; A lajt tulajdonos
- Osvaldo Dragun: Argentin szimfónia... Carlos
- Békés Pál: Pincejáték... Zoltán
- Békés Pál: Egy kis térzene... Szegény Steiner
- Szentmihályi Szabó Péter: Új Zrínyiász... Alapi Gáspár
- Békés József: Sándor, József, Benedek... József; Kántor
- Anton Pavlovics Csehov: Cseresznyéskert... Jepihodov
- Makszim Gorkij: A nap fiai... Roman
- Nyikolaj Vasziljevics Gogol: A revizor... rendőrkapitány
- Déry Tibor: A tanúk... Bibó Károly
- William Shakespeare: Antonius és Kleopatra... Enobarbus
- Shakespeare: Vízkereszt, vagy amit akartok... Nemes Keszeg András
- Shakespeare: Hamlet... a sírásó cimborája
- Franz Xaver Kroetz: Vadászat... Apa
- Aiszkhülosz: Leláncolt Prométheusz... Okeánosz
- Szophoklész: Antigoné... Thébai férfi
- Ion Luca Caragiale: Az elveszett levél... Iordache Binzovenescu
- Móricz Zsigmond: Úri muri... Gosztonyi Bandi; Mákos, tanyásgazda
- Efrájim Kishon: A házasságlevél... Buki
- Vörösmarty Mihály: Csongor és Tünde... Kurrah
- Ken Kesey – Dale Wasserman: Kakukkfészek... dr. Spirey
- Leonard Bernstein: West Side Story... Action
- Háy Gyula: Appassionata... Viktor
- Antoine de Saint-Exupéry: A kis herceg... róka; király; iszákos; lámpagyújtogató
- Jókai Mór – Hevesi Sándor – Kardos G. György: A kőszívű ember fiai... Jenő
- Ariano Suassuna: A kutya testamentuma... Ördög
- Friedrich Dürrenmatt: János király... Faulconbridge Róbert
- Déry Tibor – Pós Sándor – Presser Gábor – Adamis Anna: Képzelt riport egy amerikai popfesztiválról... Nyilas madár; Pokol angyala
- Henrik Ibsen: A nép ellensége... Horster
- Jacques Deval – Nádas Gábor: A potyautas... Pivier
- Fésűs Éva – Gebora György: A csodálatos nyúlcipő... Rőtfülű
- Görgey Gábor: Berta... 1. vitéz; őrmester
- Erich Kästner: Május harmincötödike... Wallenstein
- Szabó Magda: Kiálts, város!... Hajdúkapitány
- Grimm fivérek: Hamupipőke... Tündérkirály
- Peter Buckman: A zenekar – „…Most mind együtt”... Richard (komputer-programozó)
- Jevgenyij Lvovics Svarc: A király meztelen... Költő
- Verebes István: Senki sem tökéletes avagy nincs, aki hűvösen szereti... Gengszter
- Victor Hugo: A királyasszony lovagja... Don Antonio Ubilla
- Füst Milán: Boldogtalanok...  Mihály szolga
- Joseph Kesselring: Arzén és levendula... Mr Witherspoon
- John Arden: Gyöngyélet... Hivatalnok
- Szente Béla – Gulyás Levente: Rigócsőr király... Márton barát (Gábor gyóntatója)
- Dobozy Imre: A tizedes meg a többiek... Erdész
- Alexander Breffort – Marguerite Monnot: Irma, te édes... Ügyész; Utazó
- Makrai Pál – Usztics Mátyás: Rózsák, szerelmek... Rendező
- Lengyel Menyhért: Róza néni... Ráber Aladár
- James Leisy – Carl Eberhard: Alice... Griffmadár
- Szilágyi Dezső – Hajdu Sándor: Jancsi és Juliska... Medve
- Herman Wouk: Zendülés a Caine hajón... Randolph Southard kapitány
- Lyman Frank Baum: Óz, a nagy varázsló... Tom, Bádogember
- George Bernard Shaw: Az ördög cimborája... Kristóf
- Vaszary Gábor: Bubus... ügyvéd
- Határ Győző: Jézus Krisztus születése... szereplő
- Sütő András: Egy lócsiszár virágvasárnapja... Várnagy
- Hans Christian Andersen – Pozsgai Zsolt – Bornai Tibor: Hókirálynő... Varjú
- Arkagyij Petrovics Gajdar – Kárpáthy Gyula: Timur és csapata... Figura
- Bertolt Brecht: Állítsátok meg Arturo Uit!... Sheet (egy hajózási vállalat tulajdonosa)
- Fazekas Mihály – Zalán Tibor: Lúdas Matyi... Sintér
- Ságodi József: Piroska és a farkas... farkas
- Tolcsvay László – Müller Péter: Doktor Herz... Winnetou
- Száraz György: Nagyszerű halál... Pöltenberg Ernő
- Peter Shaffer: Játék a sötétben... Georg Bamberger
- Alan Alexander Milne: Micimackó... Nyuszi
- Brandon Thomas – Aldobolyi Nagy György – Szenes Iván: Charley nénje... Charley Wykeham
- Mitch Leigh – Dale Wasserman: La Mancha lovagja... Pedro
- Gyárfás Endre – Kocsák Tibor – Kemény Gábor: Dörmögőék űrvendége... Dörmögő apó
- Pancso Pancsev: A medveölő... Mircso, a medveölő
- E. T. A. Hoffmann: Diótörő és Egérkirály... Lámpagyújtó, Kapunyitási miniszter
- Mikszáth Kálmán – Zalán Tibor: A beszélő köntös... Török császár – vén kéjenc, csak tolmács útján társalog
- George Bernard Shaw – Alan Jay Lerner – Frederick Loewe: My fair lady... Lord Boxington

## Filmek, tévé
- Moliére: Kényeskedők (színházi előadás tv-felvétele – Ódry Színpad, 1982)
- Waterlooi csata (1982)
- Elveszett illúziók (1983)
- Fehér rozsda (1983)
- Békés József: Sándor, József, Benedek (színházi előadás tévéfelvétele)